# Puccinia heraclei
Puccinia heraclei är en svampart som beskrevs av Grev. 1823. Puccinia heraclei ingår i släktet Puccinia och familjen Pucciniaceae.   Inga underarter finns listade i Catalogue of Life.